# Hexatoma gracilis
Hexatoma gracilis är en tvåvingeart som först beskrevs av Osten Sacken 1886.  Hexatoma gracilis ingår i släktet Hexatoma och familjen småharkrankar. Inga underarter finns listade i Catalogue of Life.